# Марини, Пьетро
Пьетро Марини (итал. Pietro Marini; 5 октября 1794, Рим, Папская область — 19 августа 1863, там же) — итальянский куриальный кардинал. Вице-камерленго Святой Римской Церкви с 22 апреля 1845 до 21 декабря 1846. Префект экономии Священной Конгрегации Пропаганды Веры с 18 марта 1852. Префект Верховного трибунал апостольской сигнатуры правосудия с 3 февраля 1858 по 19 августа 1863. Кардинал-дьякон с 21 декабря 1846, с титулярной диаконией Сан-Никола-ин-Карчере с 12 апреля 1847.